# Digimon Tamers
Digimon Tamers (jap. デジモンテイマーズ Dejimon Teimāzu) – serial anime na podstawie popularnych gier firmy Bandai. Premiera Tamersów w Japonii odbyła się 1 kwietnia 2001 roku na antenie Fuji TV. Emisja trwała do 31 marca 2002 roku.
W USA Digimon Tamers zadebiutowały 25 czerwca 2001 roku na antenie Fox Kids. Emisja w USA trwała do 20 listopada 2002 roku. Jak w poprzednich sezonach tak i w tym Amerykanie ocenzurowali film aby nadawał się dla młodszych widzów. Wycięto lub okrojono drastyczne i brutalne sceny, dialogi również zostały poddane zmianie. Efekty dźwiękowe i soundtrack również Amerykanie zmienili na swoje.  
Seria ta nie doczekała się na razie emisji w Polsce.

## Fabuła
Trzecia część serialu nie ma wiele wspólnego z dwiema poprzednimi (jednak pojawia się w niej Ryo, który pojawił się w serii drugiej). Akcja początkowo rozgrywa się w realnym świecie, gdzie digimony są częścią serii gier wideo, gier karcianych oraz filmów animowanych. Trójka dziesięcioletnich fanów gry karcianej „Digimon”, Takato, Henry i Rika, spotyka na swojej drodze prawdziwe digimony, które stają się ich przyjaciółmi. Wkrótce zaczynają walczyć z innymi digimonami, które pojawiają się we mgle w różnych częściach Tokio. Digimony dostają się do realnego świata przekraczając barierę między siecią informatyczną; zachodzi u nich synteza białek, dzięki czemu stają się żywymi stworzeniami. Przez większą część serii fabuła osadzona jest w dzielnicy Tokio Shinjuku, później przenosi się na krótki czas do świata cyfrowego.
Ton Digimon Tamers jest mroczny i znacznie poważniejszy od Digimon Adventure. Zawiera wiele elementów z innych anime, przy których pracował scenarzysta Chiaki J. Konaka – głównie Serial Experiments Lain, a także parę aspektów Neon Genesis Evangelion. Nowością dla serii była śmierć, w której zabity digimon zmieniał się z powrotem w dane i mógł zostać w ten sposób wchłonięty przez innego digimona (zamiast powrócić do digijajka i odrodzić się).
Digimorfozy uzyskuje się poprzez przeciągniecie karty z gry karcianej przez swojego DigiPilota. Dzięki temu digimon-towarzysz dostaje na krótki czas jakąś szczególną umiejętność pomocną w walce. Ponadto znana jest umiejętność digimorfozy na wyższy poziom, jednak jest ona rzadsza niż w dwóch pierwszych seriach Digimonów i nazywa się tutaj „ewolucją”. Nie zależy zresztą to od DigiWybrańców. Odbywa się dzięki dodatkowej energii wysyłanej przez małego digimona Calumona. Nad całym światem cyfrowym czuwa firma informatyczna o niesamowitych możliwościach.

## Bohaterowie

### Główni Oswajacze (ang.Tamers) Digimonów
- Takato Matsuki (jap. 松田 啓人 Matsuda Takato) – syn piekarzy, lubi rysować i grać w grę „Digimony”.  Nosi charakterystyczne gogle. Pewnego dnia, wagarując, narysował własnego digimona, którego nazwał Guilmon. Karta do gry zmieniła się w D-Powera, a Guilmon został przeniesiony do świata rzeczywistego.
- Henry Wong (chiń. 李 健良 Lee Jianliang, jap. Ri Jenrya) – pół-Japończyk pół-Chińczyk; ma dwie siostry i brata. Jego młodsza siostra jest również Oswajaczem Digimonów. Spotkał Takato w szkole i pomógł mu wybawić jego digimona z kłopotów. Jego digimon to zającopodobny (choć wzorowany na psie – patrz nazwa) biało-zielony stworek, Terriermon.
- Rika Nonaka (jap. 牧野 留姫 Makino Ruki) – mistrzyni gry w karty „Digimon”. Jest na początku upartą, nieśmiałą, aspołeczną, zimną jak lód i niemiłą chłopczycą, jednak z czasem pokornieje. Mimo iż miała kontakt z digimonem, to na początku była taka sama jak Ken z Digimon Adventure 02, myślała, że digimony to głupie dane i można z nimi robić, co się chce. Później jednak przekonała się, że digimony również czują. Jej partnerem jest żółty Renamon podobny do lisa, najsilniejszy digimon poziomu rookie.

### Inni Oswajacze Digimonów
- Ryo Akiyama (jap. 秋山 リョウ Akiyama Ryō) – jedyny gracz w karty „Digimon”, któremu udało się pokonać Rikę Nonakę. Dość enigmatyczna osoba; po uzyskaniu tytułu zwycięzcy zaginął w tajemniczych okolicznościach, ale tak naprawdę przybył do Cyfrowego Świata, gdzie jego digimonem stał się Monodramon, fioletowy, podobny do smoka stworek ze skrzydłami na rękach. Przez 10 miesięcy wędrowali, walcząc ze wszystkimi przeciwnikami, którzy weszli im w drogę. Monodramon pokonał tylu przeciwników, że mógł długo pozostawać żądnym walki Cyberdramonem, przez co Ryo musiał ciągle go pacyfikować biczem swego DigiPilota. Przyłączył się do reszty Oswajaczy, gdy ich spotkał i wrócił z nimi na Ziemię.
- Jeri Katou (jap. 加藤樹莉 Katō Juri) – najlepsza przyjaciółka Takato ze szkoły, jej digimonem jest Leomon.
- Kazu Shioda (jap. 塩田 博和 Shiota Hirokazu) – przyjaciel Takato, z którym często wygrywa w grę karcianą „Digimon”. Wielki fan Ryo. Jego digimonem jest Guardromon.
- Kenta Kitagawa (jap. 北川 健太 Kitagawa Kenta) – dobry przyjaciel Kazu i Takato, jego digimonem jest MarineAngemon.
- Suzie Wong (chiń. 李 小春 Lee Shaochung (Xiǎochūn), jap. Ri Shuichon) – malutka siostrzyczka Henry’ego. Ponieważ Terriermon przez długi czas udawał pluszową zabawkę, bawiła się nim jak lalką. Jej digimonem jest podobny do niego Lopmon, tyle że brązowo-różowy.
- Ai i Mako (Ai i Makoto) – siostra i brat, mają wspólnego digipartnera, Impmona. Są kilkuletnimi dziećmi, wciąż kłócą się między sobą. Ich zachowanie odbiło się na digimonie, który porzucił dzieci i poważnie zraził się do ludzi.

### Wrogowie
- Impmon – digimon na poziomie rookie podobny do diabełka, który w realnym świecie był złośliwym chuliganem i rozrabiaką, a w świecie cyfrowym jako Beelzemon szukał kogoś, kto byłby dla niego wyzwaniem w walce. Zabił Leomona, digipartnera Jeri Katou, potem próbował zniszczyć jego przyjaciółkę, innych Oswajaczy Digimonów i ich digipartnerów, jednak po walce z Gallantmonem zrozumiał swe błędy i przeszedł na stronę Oswajaczy.
- Hypnos – organizacja, która próbowała wynaleźć broń przeciwko digimonom, ponieważ uważała je za zagrożenie dla ludzkości. Jej dowódcą jest Mitsuo Yamaki, a ojciec Henry’ego pracuje dla niej jako jeden z programistów.
- Devy (zob. Dewa) – słudzy Zhuqiaomona wysłani, aby złapać Calumona, digimona mającego zdolność do wywoływania ewolucji. Odpowiadają oni 12 zwierzętom zodiaku chińskiego:

| Deva        | Nazwa japońska   | Rōmaji      | Zwierzę |
| ----------- | ---------------- | ----------- | ------- |
| Mihiramon   | ミヒラモン       | Mihiramon   | tygrys  |
| Sandiramon  | サンティラモン   | Santiramon  | wąż     |
| Sinduramon  | シンドゥーラモン | Shindūramon | kogut   |
| Pajiramon   | パジラモン       | Pajiramon   | owca    |
| Vajiramon   | ヴァジラモン     | Vajiramon   | wół     |
| Indramon    | インダラモン     | Indaramon   | koń     |
| Kumbhiramon | クンビラモン     | Kunbiramon  | szczur  |
| Vikaralamon | ヴィカラーラモン | Vikarāramon | świnia  |
| Makuramon   | マクラモン       | Makuramon   | małpa   |
| Majiramon   | マジラモン       | Majiramon   | smok    |
| Chatsuramon | チャツラモン     | Chatsuramon | pies    |
| Antylamon   | アンティラモン   | Antiramon   | królik  |

- Zhuqiaomon – jeden z boskich strażników Cyfrowego Świata, chroni południowej części, uważał ludzi za zagrożenie i nienawidził ich, ale przeszedł na  ich stronę, gdy dowiedział się o D-Reaper.
- D-Reaper – program komputerowy z roku 1970, który przybrał postać różnych sztucznych form życia podobnych do digimonów, jego „misją” było zdobycie wszystkich informacji o świecie realnym, więc próbował go pochłonąć.

### Digisuwereni
Suwereni Digiświata (ang. Digimon Sovereigns) reprezentują Cztery Bestie (Strażników Nieba) z mitologii chińskiej, a także czterech bogów, którzy według japońskiej legendy mają chronić Kioto.
| Digimon                  | Strażnik Nieba | Nazwa chińska | Rōmaji | Strona świata | Stworzenie     |
| ------------------------ | -------------- | ------------- | ------ | ------------- | -------------- |
| Azulongmon (Qinglongmon) | Qing Long      | 青龍          | Seiryū | wschód        | błękitny smok  |
| Zhuqiaomon               | Zhu Que        | 朱雀          | Suzaku | południe      | chiński feniks |
| Baihumon                 | Bai Hu         | 白虎          | Byakko | zachód        | biały tygrys   |
| Ebonwumon (Xuanwumon)    | Xuan Wu        | 玄武          | Genbu  | północ        | czarny żółw    |

## Muzyka

### Piosenki otwierające i zamykające
- Opening: „The Biggest Dreamer” (Kōji Wada)
- Ending 1: „My Tomorrow" (AiM) (odcinki 1–23)
- Ending 2: „Days ~Aijou to Nichijou~” (AiM) (odcinki 24–51)

### Piosenki towarzyszące ewolucji digimonów
1. „Slash!!” (Michihiko Ohta) (odcinki 2–51)
2. „Evo” (Wild Child Bound) (odcinki 3–51)
3. „One Vision” (Takayoshi Tanimoto) (odcinki 36–51)

### Pozostałe piosenki
1. „3 Primary Colors” (odcinki 9 i 51)
2. „Kaze” (Kōji Wada) (odcinek 23)
3. „Himawari” (AiM) (odcinek 24)
4. „Across the Tears” (Makoto Tsumura) (odcinek 24)
5. „Culu Culu Culumon” (Tomoko Kaneda) (odcinek 29)
6. „Black Intruder” (Hiroki Takahashi) (odcinek 30)
7. „Fragile Heart” (AiM) (odcinek 40)
8. „Starting Point” (Kōji Wada, Michihiko Ohta i AiM) (odcinek 49)
9. „The Biggest Dreamer”, druga zwrotka, (Kōji Wada) (odcinek 50)